# Bolívar (Cauca)
Bolívar é um município da Colômbia, localizado no departamento de Cauca.